# Matamorisca
Matamorisca ist ein spanischer Ort in der Provinz Palencia der Autonomen Gemeinschaft Kastilien und León. Die ehemals selbständige Gemeinde kam in den 1970er Jahren zu Aguilar de Campoo. Matalbaniega befindet sich acht Kilometer nordwestlich vom Hauptort der Gemeinde.

## Sehenswürdigkeiten
- Kirche San Juan, erbaut mit Teilen einer romanischen Vorgängerkirche. Der Turm ist aus dem 17. Jahrhundert.